# Ligne Sokolnitcheskaïa
La ligne Sokolnitcheskaïa (en russe, Сокольническая линия), initialement Kirovsko-Frounzenskaïa (Кировско-Фрунзенская), est la ligne 1 du métro moscovite. Il s'agit de la plus vieille ligne du réseau avec sa première section mise en service en 1935.
Après l'extension de septembre 2024, la ligne 1 a une longueur totale de 47 kilomètres, avec 27 stations.

## Histoire
La ligne est créée pour relier le Parc Sokolniki (au Nord) aux trois principales gares ferroviaires de la ville, au Kremlin et à la bibliothèque d'état, et descendait jusqu'au Parc Gorki en passant par le site envisagé du Palais des Soviets. Elle comportait alors dix stations. Depuis, la ligne a été étendue aux districts municipaux de Preobrajenskoe et Bogorodskoe (district administratif est) et de manière plus significative à ceux de Khamovniki (district central), Lomonosovski (district sud-ouest) et Troparevo-Nikoulino (district ouest).
Elle traverse deux rivières, la Iaouza et la Moskova, grâce à deux ponts construits spécialement à cet effet, dont un (Vorobiovy gory sur la Moskova) est à deux niveaux.
Parmi les plus anciennes stations de la ligne, plusieurs ont été rénovées. Les travaux ont notamment consisté au remplacement des dalles de céramique par du marbre dans le vestibule de Krasnoselskaïa, l'installation de nouveaux éclairages à Kropotkinskaïa et Okhotny Riad. Une nouvelle sortie a également été construite à Kropotkinskaïa en 1998 et la station Vorobiovy gory a été rouverte en 2002, après 16 ans de travaux visant à la remettre aux normes de sécurité.
Après la dernière extension de février 2016 la ligne dispose de 22 stations sur 32,646 kilomètres. Il n'y a plus de prolongement prévu dans un avenir proche.

### Chronologie
| Segment                                            | Date d'ouverture | Longueur  |
| -------------------------------------------------- | ---------------- | --------- |
| Sokolniki – Park koultoury                         | 15 mai 1935      | 8,4xx km  |
| Park koultoury – Sportivnaïa                       | 1er mai 1957     | 2,5xx km  |
| Sportivnaïa – Ouniversitet                         | 12 janvier 1959  | 4,5xx km  |
| Ouniversitet – Yougo-Zapadnaïa                     | 30 décembre 1963 | 4,5xx km  |
| Sokolniki – Preobrajenskaïa Plochtchad             | 31 décembre 1965 | 2,5xx km  |
| Preobrajenskaïa Plochtchad – Boulvar Rokossovskogo | 3 août 1990      | 3,8xx km  |
| Vorobiovy gory – après reconstruction              | 14 décembre 2002 | N/A       |
| Iougo-Zapadnaïa – Tropariovo                       | 8 décembre 2014  | 2,1xx km  |
| Tropariovo – Roumiantsevo                          | 18 janvier 2016  | 2,5xx km  |
| Roumiantsevo – Salarievo                           | 15 février 2016  | 1,8xx km  |
| Salarievo – Kommounarka                            | 20 juin 2019     | 11,6xx km |
| Kommounarka – Potapovo                             | 5 septembre 2024 | 2,5xx km  |
| Total                                              | 27 Stations      | 47 km     |

### Changements d'appellation
| Station               | Ancienne(s) dénomination(s)                               | Années    |
| --------------------- | --------------------------------------------------------- | --------- |
| Krasnye Vorota        | Krasnye Vorota                                            | 1935–1962 |
| Krasnye Vorota        | Lermontovskaïa                                            | 1962–1986 |
| Tchistye Proudy       | Kirovskaïa                                                | 1935–1990 |
| Tchistye Proudy       | Myasnitskaïa                                              | 1990      |
| Loubianka             | Dzerjinskaïa                                              | 1935–1990 |
| Okhotny Riad          | Okhotny Riad                                              | 1935–1955 |
| Okhotny Riad          | Imeni L.M. Kaganovitcha                                   | 1955–1957 |
| Okhotny Riad          | Okhotny Riad                                              | 1957–1965 |
| Okhotny Riad          | Prospekt Marksa                                           | 1965–1990 |
| Kropotkinskaïa        | Dvorets Sovetov                                           | 1935–1957 |
| Park koultoury        | Tsentralni park koultoury i otdykha imeni Maksima Gorkovo | 1935–1980 |
| Vorobiovy gory        | Leninskie Gory                                            | 1957–2002 |
| Boulvar Rokossovskogo | Oulitsa Podbelskogo                                       | 1990–2014 |
| Novomoskovskaïa       | Kommounarka                                               | 2019–2024 |
| Potapovo              | Potapovo                                                  | 2024      |

### Stations et correspondances
|  |   |  | Station                    | Lieu                 | Correspondance                                                                          |
|  | - |  | -------------------------- | -------------------- | --------------------------------------------------------------------------------------- |
|  | • |  | Boulvar Rokossovskogo      | Bogorodskoïe         |                                                                                         |
|  | • |  | Tcherkizovskaïa            | Preobrajenskoïe      |                                                                                         |
|  | • |  | Preobrajenskaïa plochtchad | Preobrajenskoïe      |                                                                                         |
|  | • |  | Sokolniki                  | Sokolniki            |                                                                                         |
|  | • |  | Krasnoselskaïa             | Krasnosselski        |                                                                                         |
|  | o |  | Komsomolskaïa              | Krasnosselski        | via la station Komsomolskaïa (L5)                                                       |
|  | • |  | Krasnye Vorota             | Basmanny             |                                                                                         |
|  | o |  | Tchistye proudy            | Basmanny             | via la station Tourguenievskaïa via la station Sretenski boulvar                        |
|  | o |  | Loubianka                  | Tverskoï             | via la station Kouznetski Most                                                          |
|  | o |  | Okhotny Riad               | Tverskoï             | via la station Teatralnaïa via la station Plochtchad Revolioutsii                       |
|  | o |  | Biblioteka imeni Lenina    | Tverskoï             | via la station Arbatskaïa via la station Aleksandrovski sad via la station Borovitskaïa |
|  | • |  | Kropotkinskaïa             | Khamovniki           |                                                                                         |
|  | o |  | Park koultoury             | Khamovniki           | via la station Park koultoury (L5)                                                      |
|  | • |  | Frounzenskaïa              | Khamovniki           |                                                                                         |
|  | • |  | Sportivnaïa                | Khamovniki           |                                                                                         |
|  | • |  | Vorobiovy gory             | Gagarinski           |                                                                                         |
|  | • |  | Ouniversitet               | Ramenki              |                                                                                         |
|  | • |  | Prospekt Vernadskogo       | Prospekt Vernadskogo |                                                                                         |
|  | • |  | Iougo-Zapadnaïa            | Troparevo-Nikoulino  |                                                                                         |
|  | • |  | Tropariovo                 | Troparevo-Nikoulino  |                                                                                         |
|  | • |  | Roumiantsevo               | Moskovski            |                                                                                         |
|  | • |  | Salarievo                  | Moskovski            |                                                                                         |
|  | • |  | Filatov Loug               | Filimonovski         |                                                                                         |
|  | • |  | Prokchino                  | Kommunarka           |                                                                                         |
|  | • |  | Olkhovaïa                  | Kommunarka           |                                                                                         |
|  | • |  | Novomoskovskïa             | Kommunarka           |                                                                                         |
|  | • |  | Potapovo                   | Kommunarka           |                                                                                         |

## Matériel roulant
Deux dépôts sont affectés à la ligne, celui de Severnoe (No.1) et celui de Tcherkizovo (No.13). À partir de 1997, chaque dépôt s'est mis à jour avec les nouveaux trains 81-717.5M/714.5M (tous frais sortis de l'usine). Tcherkizovo possède actuellement 22 trains à sept wagons de ce type. Severnoe mit plus de temps à se mettre à jour, et actuellement 33 des 36 trains à sept wagons sont du nouveau modèle, le reste étant un Ej-1, un Em-508 et un Em-509.

## Projets
L'expansion au nord est entravée par la présence des avenues Podbelskovo et Tcherkizovskaïa, construites afin de servir d'appui à un deuxième anneau périphérique, prévu depuis les années soixante. Ainsi, le tunnel Tcherkizovskaïa est assez large pour contenir une deuxième station perpendiculaire, qui permettrait à la ligne de continuer vers l'est et le district municipal de Golianovo, et de croiser la ligne Arbatsko-Pokrovskaïa à Chtchiolkovskaïa. Cependant, le projet ne semble pas être plus avancé aujourd'hui qu'il y a quarante ans.
En 2025, il est prévu d'ouvrir le dépôt de matériel roulant «Stolbovo» après la station «Novomoskovskaïa». Ce dépôt remplacera le dépôt inachevé de «Salarievo». Des études sont en cours concernant un éventuel prolongement de la ligne au-delà de la station « Potapovo », avec la création d'une correspondance entre la ligne Boutovskaïa et la ligne Sokolnitcheskaïa, jusqu'à Chtcherbinka.
À partir de juillet 2024, des informations divulguées par des membres du forum «Nach transport», se basant sur le Plan général, ont révélé des plans, confirmés officiellement par la suite, de prolonger la ligne vers le nord, au-delà de la station «Boulvar Rokossovskogo», jusqu'à l'autoroute Yaroslavskoïe. Ce prolongement comprendrait deux stations, dont les noms provisoires sont «MGSOU» et «Yaroslavskaïa».